# وورتمان
وورتمان (انگلیسی: Wortmann) شرکت الکترونیک آلمانی است، که در سال ۱۹۸۶ تأسیس شد.